# Фарерці
Фарерці (фар. Føroyingar) — народ, населення Фарерських островів (в складі Данії). Загальна чисельність — близько 70000 осіб, з них на Фарерських островах проживає близько 48000 осіб, інші — переважно в інших районах Данії, а також в інших країнах. Мова — фарерська. Віруючі фарерці — лютерани.

## Історія
Предки фарерців переселилися на Фарерські острови в 9—10 століттях зі Східної Норвегії (острови розташовані від неї на відстані 650 км). Ще до вікінгів у пошуках усамітнення на островах на нетривалий час поселилися ірландські монахи, однак вони покинули архіпелаг до прибуття предків фарерців.
Фарерці жили у 40 — 50 сільських громадах, розташованих на 17 з 18 островів. Основним їхнім зайняттям було розведення овець. Фарерці ніколи не мали власної незалежної держави, але завдяки віддаленому розташуванню і маленьким розмірам їхніх островів, вони мали значне самоврядування за середньовіччя. Протягом восьми століть (1030—1816) фарерці жили по законах Норвегії, поки Данія не ввела на Фарерських островах своє пряме врядування. Данський вплив на фарерську культуру й суспільні відносини був дуже глибоким за подальші 200 років.
У 1880-х роках на Фарерах розпочався національний рух, очолюваний землевласником і політиком Йоуанессем Патурссоном. Його метою був захист фарерської культури й мови від данського нав'язуваного впливу. У 1909 році національний рух перейшов у політичну площину з утворенням Партії незалежності у відповідь на новостворену прокопенгагенську Партію союзу. У 1948 році Фареські острови одержали автономію.
У 19 столітті рибальство у великих промислових масштабах перетворило колись бідне, з феодальними відносинами, суспільство на заможне промислове суспільство.

## Культура
У мові, топоніміці, архітектурі й традиціях фарерці мають дуже багато схожого з норвезькими сільськими й рибацькими громадами своїх предків-вікінгів. У фарерців зберігаються традиційні будівлі, одяг, начиння.
Фарерці мають багату середньовічну народну поезію, що збереглася в усній традиції. Найтиповіші для фарерської народної поезії — балади, які ще й у 1960-х роках співалися на середньовічний лад і супроводжувалися танцем.

## Заняття
До 1980-х років основними заняттями фарерців були рибальство, традиційне (з часів заселення) вівчарство, а також землеробство, птахівництво. В наш час (2017) у сільському господарстві зайнято лише 0,4 % фарерців, у рибальстві й розведенні риби — 9,9 %. У промисловості і будівництві зайнято близько 19 % фарерців, основна маса працездатного населення Фарерських островів зайнята у сфері послуг.

## Виноски
1. 1 2  Faroe Islands in figures 2017 [Архівовано 11 серпня 2017 у Wayback Machine.]. — Hagstova Føroya, 2017. P. 11 — 12, 15. ISSN 1603-8479 (англ.)
2. ↑  Færøske unge flygter til Danmark. Politiken. 30. aug. 2006. Архів оригіналу за 8 січня 2018. Процитовано 5 жовтня 2017. (дан.)
3. ↑  Persons with immigrant background by immigration category, country background and sex. 1 January 2009. Statisyics Norway. Statistisk sentralbyrå. Архів оригіналу за 24 січня 2018. Процитовано 5 жовтня 2017. (норв.)
4. 1 2 3 4 5 6 7  Ethnic Groups of Europe: An Encyclopedia [Архівовано 8 жовтня 2017 у Wayback Machine.] / Jeffrey E. Cole, editor. — ABC-CLIO. — 2011. P. 129—131. ISBN 978-1-59884-302-6 (hardback) ISBN 978-1-59884-303-3 (ebook) (англ.)
5. ↑  The Nordic Languages [Архівовано 8 жовтня 2017 у Wayback Machine.]. Volume 2. / Edited by Herbert Ernst Wiegand. — Walter de Gruyter, Berlin, New York. — 2005. P. 1343—1345. ISBN 3-11-017149-X (англ.)
6. ↑   Л. С. Первомайський. Твори. Т. 5. — К.: Дніпро, 1969. С. 536.
7. ↑   Фарерці. // Українська радянська енциклопедія : у 12 т. / гол. ред. М. П. Бажан ; редкол.: О. К. Антонов та ін. — 2-ге вид. — К. : Головна редакція УРЕ, 1974–1985.